# Richard von der Schulenburg
Richard von der Schulenburg (né le 11 juin 1974 à Bielefeld, en Rhénanie-du-Nord-Westphalie), aussi connu sous le nom de scène RVDS, est un musicien allemand de musique électronique.

## Biographie
Richard Graf von der Schulenburg est issu de la famille noble Schulenburg. Il a grandi à Leopoldshöhe, et fonde en 1990 son premier groupe d'élèves, Holy Cow, qui se sépare en 1993. Il quitte l'école en janvier 1994 et travaille ensuite dans différents emplois temporaires.
En 1995, il déménage à Hambourg et forme deux ans plus tard le Top Banana Trio avec Henrik Lafrenz et Annette Kerschbaum. En 1998, il se composait de Richard et John Raphael Burgess, ensemble ils jouent entre autres en première partie de JaKönigJa. De 1998 à 1999, Richard von der Schulenburg joue avec le groupe hambourgeois de punk rock Soup de Nüll, composé de lui-même, Henrik Lafrenz, Rainer Heesch et Torben Widdermann.
En juillet 1999, il organise des soirées thématiques mensuelles, d'abord sous le slogan Das wird schön, puis, à partir de 2000, Das war schön dans le bar de quartier Meanie Bar de Hambourg, au cours desquelles des chansons d'ABBA, AC/DC, Pink Floyd étaient interprétées à l'orgue. En novembre 1999, Schulenburg sort son premier single solo intitulé Die Meanie Bar Orgel.
En janvier 2000, Schulenburg devient membre du groupe Die Sterne. Die Sterne attribue son morceau Budapester Schlittenfahrt au long métrage Julie en juillet de Fatih Akin. En août 2002, son premier album solo Das ist schön sort sur le label L'Âge d'or. Fin 2007, il fonde l'ensemble de jazz 440HzTrio avec John Raphael Burgess et Olve Strelow, qui enregistrent en 2012 un album intitulé Jzz&Lyrk avec Jacques Palminger du Studio Braun.
Dès 2008, il gère avec le musicien hambourgeois Jimi Siebels le label it's, qui publie de la house, avant de gérer seul le label à partir de 2010. En juillet 2009, il quitte le groupe Die Sterne après neuf ans de collaboration et travaille depuis davantage en tant qu'artiste solo et DJ sous le nom de RVDS. Il travaille également comme musicien de théâtre, notamment au Deutsches Theater de Berlin.
En 2021, il sort son nouvel album studio, Moods and Dances.

## Discographie
- 1999 : Top Banana Richard – Die Meanie Bar Orgel (single, Jungs and Mädels Records)
- 1999 : Top Banana Trio
- 2002 : Richard – Das ist schön (CD L'Âge d'or)
- 2004 : Richard von der Schulenburg – Universum (CD, L'Âge d'or/Materie Records)
- 2008 : RvdS – Lost whistle EP (vinyle, it's)
- 2009 : RvdS – Dupscheck (Otto Waalkes Remix) (sampler vinyle Pudelprodukte 8, Golden Pudel Club)
- 2011 : RvdS – Moments (CD, LP, it's)[4]
- 2012 : Jacques Palminger & 440hz Trio – Jzz and Lyrk (CD, LP, Staatsakt)
- 2021 : Moods and Dances (album)